# Lilian Naef
Lilian Naef (* 29. Oktober 1963 in Burgdorf BE) ist eine Schweizer Schauspielerin und Regisseurin.

## Leben
Ihre Ausbildung erhielt Naef an der Schauspielschule Bern. Ab 1991 war sie als Lilo Pfister einige Jahre Mitglied der Geschwister Pfister. Naef war an der Freien Volksbühne Berlin engagiert und spielte unter anderem Parze in Dorsts Der verbotene Garten (Regie: Hans Neuenfels), Esther in Vitracs Victor oder Die Kinder an der Macht (Regie: Klaus Emmerich), Gustchen in Jakob Michael Reinhold Lenz’/Bertolt Brechts Der Hofmeister (Regie: Ulrich Heising), Rosetta in Büchners Leonce und Lena (Regie: Christof Nel) und Beatrice in Schillers Die Braut von Messina (Regie: Ruth Berghaus).

## Filmografie
- 2003: November
- 2006: Die Herbstzeitlosen
- 2015: Heidi

## Regiearbeiten
- Der Kampf des Negers und der Hunde, Theater M.A.R.I.E. Aarau und Winkelwiese Zürich, 2002
- Lüthis Lauf, Theater Tuchlaube Aarau, 2003
- Gipfeli 8 oder die Welt hat Zweifel, Chäslager Stans, 2005
- Wet Rock, Schlachthaus Theater Bern, 2007